# Foundation for Innovative New Diagnostics
La Foundation for Innovative New Diagnostics (FIND) (que traduït de l'anglès seria Fundació per a Nous Diagnòstics Innovadors) és una organització sanitària global sense ànim de lucre amb seu a Ginebra, Suïssa. FIND funciona com a associació de desenvolupament de productes, col·laborant activament amb més de 150 socis per facilitar el desenvolupament, l'avaluació i la implementació de proves de diagnòstic per a malalties relacionades amb la pobresa. La seu de l'organització de Ginebra es troba al Campus Biotech. Les oficines de campus es troben a Nova Delhi, Índia; Ciutat del Cap, Sud-àfrica; i Hanoi, Vietnam.